# YM交通
YM交通（ワイエムこうつう）は、神奈川県相模原市中央区に本社を置く山口自動車（やまぐちじどうしゃ）を擁するYMホールディングスが運営する貸切バス事業の屋号である。

## 概要・沿革
2002年に自動車整備会社である山口自動車株式会社のバス輸送部として創業、一般貸切旅客自動車運送事業免許により営業を開始した。
また現在は、相模原市内で多くの地区で乗合タクシーの運行を行っている他、相模原中央支援学校・陽光園などの特定スクール送迎なども行っている。

## 本社・営業所
- 本社営業所 - 神奈川県相模原市中央区清新4-14-7
- 津久井営業所 - 神奈川県相模原市緑区津久井町根小屋1930-6